# La Vie devant soi
La Vie devant soi (bra: Madame Rosa, a Vida à Sua Frente ou Madame Rosa - A Vida à Sua Frente) é um filme francês de 1977, do gênero comédia dramática, dirigido por Moshé Mizrahi.
Com o nome traduzido para Madame Rosa, conquistou o Oscar de melhor filme estrangeiro na edição de 1978, representando a França.

## Elenco
- Simone Signoret - Madame Rosa
- Samy Ben Youb - Momo
- Elio Bencoil - Moïse
- Claude Dauphin - dr. Katz
- Stella Annicette - Madame Lola
- Gabriel Jabbour - sr. Hamil
- Michal Bat-Adam - Nadine
- Costa-Gavras - Ramon
- Geneviève Fontanel - Maryse
- Bernard La Jarrige - Louis Charmette
- El Kebir - sr. Mimoun
- Ibrahim Seck - N'da Amédée
- Mohamed Zinet - Kadir Youssef